# Les Masies del Torrent
Les Masies del Torrent és una entitat de població del municipi d'Albinyana al Baix Penedès. Consisteix en un grup de cases situat a entre el Poble de les Peces, l'Masia de l'Albornar i el lloc de Tomoví. Situat en un terreny planer a 110 metres d'alçada a la riba esquerra de la riera de la Bisbal. Actualment té 12 habitants.